# سيدريك فيلاني
سيدريك فيلاني (بالفرنسية: Cédric Villani) هو عالم رياضيات فرنسي ولد في 5 أكتوبر 1973

 في فرنسا ، اشتهر بعمله على حركة حرارية حائز على جائزة وسام فيلدز.
فاز في 2008 بإحدى جوائز جمعية الرياضيات الأوروبية العشرة المرموقة.

## وصلات خارجية
- سيدريك فيلاني على موقع IMDb (الإنجليزية)
- سيدريك فيلاني على موقع الموسوعة البريطانية (الإنجليزية)
- سيدريك فيلاني على موقع مونزينجر (الألمانية)
- سيدريك فيلاني على موقع ألو سيني (الفرنسية)

- الموقع الرسمي لجائزة وسام فيلدز